# Bruno Oscar Schmidt
Pour les articles homonymes, voir Schmidt.
Bruno Oscar Schmidt, né le 6 octobre 1986 à Vila Velha, est un joueur de beach-volley brésilien.
Aux Championnats du monde de beach-volley 2015 à La Haye, il remporte la médaille d'or avec Alison Cerutti.